# Longitarsus bertii
Longitarsus bertii là một loài bọ cánh cứng trong họ Chrysomelidae. Loài này được Leonardi miêu tả khoa học năm 1973.